# العامرية (عبس)

تعديل مصدري - تعديل

العامرية هي إحدى قرى عزلة قطبة بمديرية عبس التابعة لمحافظة حجة، بلغ تعداد سكانها 287 نسمة حسب تعداد اليمن لعام 2004.